# 王仁祐
王仁祐（?—?），唐朝官员、外戚。唐高宗皇后王氏的父亲。
出身于太原王氏的分支——祁县王氏，是元魏尚书左仆射王思政曾孙。贞观年间为罗山县令。唐太宗的姑母同安长公主，是王仁祐的婶婶。公主向唐太宗推荐王仁祐的女儿有美色，太宗纳她为九子晋王李治的王妃。李治在643年被立为太子后，册王氏为皇太子妃，以王仁祐为陈州刺史。649年，李治即位，是为唐高宗，立王氏为皇后，以王仁祐为特进、魏国公，母柳氏为魏国夫人。王仁祐去世，追赠司空。王皇后在655年被废后，尽夺仁祐官爵。改后姓为“蟒”。